# Grand Prix Itálie 1997
Grand Prix Itálie 1997 (LXVIII Gran Premio Vodafone d'Italia), 13. závod 48. ročníku mistrovství světa jezdců Formule 1 a 39. ročníku poháru konstruktérů, historicky již 610. grand prix, se již tradičně odehrála na okruhu v Monze.

## Výsledky

### Kvalifikace
| Pořadí | Číslo | Pilot                 | Konstruktér         | Čas      | Odstup |
| ------ | ----- | --------------------- | ------------------- | -------- | ------ |
| 1      | 7     | Jean Alesi            | Benetton - Renault  | 1:22.990 |        |
| 2      | 4     | Heinz-Harald Frentzen | Williams - Renault  | 1:23.042 | +0.052 |
| 3      | 12    | Giancarlo Fisichella  | Jordan - Peugeot    | 1:23.066 | +0.076 |
| 4      | 3     | Jacques Villeneuve    | Williams - Renault  | 1:23.231 | +0.241 |
| 5      | 9     | Mika Häkkinen         | McLaren - Mercedes  | 1:23.340 | +0.350 |
| 6      | 10    | David Coulthard       | McLaren - Mercedes  | 1:23.347 | +0.357 |
| 7      | 8     | Gerhard Berger        | Benetton - Renault  | 1:23.443 | +0.453 |
| 8      | 11    | Ralf Schumacher       | Jordan - Peugeot    | 1:23.603 | +0.613 |
| 9      | 5     | Michael Schumacher    | Ferrari             | 1:23.624 | +0.634 |
| 10     | 6     | Eddie Irvine          | Ferrari             | 1:23.891 | +0.901 |
| 11     | 22    | Rubens Barrichello    | Stewart - Ford      | 1:24.177 | +1.187 |
| 12     | 16    | Johnny Herbert        | Sauber - Petronas   | 1:24.242 | +1.252 |
| 13     | 23    | Jan Magnussen         | Stewart - Ford      | 1:24.394 | +1.404 |
| 14     | 1     | Damon Hill            | Arrows - Yamaha     | 1:24.482 | +1.492 |
| 15     | 15    | Šindži Nakano         | Prost - Mugen-Honda | 1:24.553 | +1.563 |
| 16     | 14    | Jarno Trulli          | Prost - Mugen-Honda | 1:24.567 | +1.577 |
| 17     | 2     | Pedro Diniz           | Arrows - Yamaha     | 1:24.639 | +1.649 |
| 18     | 17    | Gianni Morbidelli     | Sauber - Petronas   | 1:24.735 | +1.745 |
| 19     | 19    | Mika Salo             | Tyrrell - Ford      | 1:25.693 | +2.703 |
| 20     | 18    | Jos Verstappen        | Tyrrell - Ford      | 1:25.845 | +2.855 |
| 21     | 20    | Ukjó Katajama         | Minardi - Hart      | 1:26.655 | +3.665 |
| 22     | 21    | Tarso Marques         | Minardi - Hart      | 1:26.677 | +3.687 |

### Závod
| Pořadí | Číslo | Jezdec                | Konstruktér       | Kola | Čas/odstoupení | Start | Body |
| ------ | ----- | --------------------- | ----------------- | ---- | -------------- | ----- | ---- |
| 1      | 10    | David Coulthard       | McLaren-Mercedes  | 53   | 1:17:04.609    | 6     | 10   |
| 2      | 7     | Jean Alesi            | Benetton-Renault  | 53   | +1.937         | 1     | 6    |
| 3      | 4     | Heinz-Harald Frentzen | Williams-Renault  | 53   | +4.343         | 2     | 4    |
| 4      | 12    | Giancarlo Fisichella  | Jordan-Peugeot    | 53   | +5.871         | 3     | 3    |
| 5      | 3     | Jacques Villeneuve    | Williams-Renault  | 53   | +6.416         | 4     | 2    |
| 6      | 5     | Michael Schumacher    | Ferrari           | 53   | +11.481        | 9     | 1    |
| 7      | 8     | Gerhard Berger        | Benetton-Renault  | 53   | +12.471        | 7     |      |
| 8      | 6     | Eddie Irvine          | Ferrari           | 53   | +17.639        | 10    |      |
| 9      | 9     | Mika Häkkinen         | McLaren-Mercedes  | 53   | +49.373        | 5     |      |
| 10     | 14    | Jarno Trulli          | Prost-Mugen-Honda | 53   | +1:02.706      | 16    |      |
| 11     | 15    | Šindži Nakano         | Prost-Mugen-Honda | 53   | +1:03.327      | 15    |      |
| 12     | 17    | Gianni Morbidelli     | Sauber-Petronas   | 52   | +1 kolo        | 18    |      |
| 13     | 22    | Rubens Barrichello    | Stewart-Ford      | 52   | +1 kolo        | 11    |      |
| 14     | 21    | Tarso Marques         | Minardi-Hart      | 50   | +3 kola        | 22    |      |
| Ret    | 1     | Damon Hill            | Arrows-Yamaha     | 46   | Motor          | 14    |      |
| Ret    | 11    | Ralf Schumacher       | Jordan-Peugeot    | 39   | Kolize         | 8     |      |
| Ret    | 16    | Johnny Herbert        | Sauber-Petronas   | 38   | Kolize         | 12    |      |
| Ret    | 19    | Mika Salo             | Tyrrell-Ford      | 33   | Motor          | 19    |      |
| Ret    | 23    | Jan Magnussen         | Stewart-Ford      | 31   | Převody        | 13    |      |
| Ret    | 18    | Jos Verstappen        | Tyrrell-Ford      | 12   | Převodovka     | 20    |      |
| Ret    | 20    | Ukjó Katajama         | Minardi-Hart      | 8    | Vyjetí z trati | 21    |      |
| Ret    | 2     | Pedro Diniz           | Arrows-Yamaha     | 4    | Zavěšení       | 17    |      |

## Průběžné pořadí šampionátu
Pohár jezdců
| Pořadí | Jezdec                | Body |
| ------ | --------------------- | ---- |
| 1      | Michael Schumacher    | 67   |
| 2      | Jacques Villeneuve    | 57   |
| 3      | Jean Alesi            | 28   |
| 4      | Heinz-Harald Frentzen | 27   |
| 5      | David Coulthard       | 24   |

Pohár konstruktérů
| Pořadí | Konstruktér      | Body |
| ------ | ---------------- | ---- |
| 1      | Ferrari          | 85   |
| 2      | Williams-Renault | 84   |
| 3      | Benetton-Renault | 53   |
| 4      | McLaren-Mercedes | 38   |
| 5      | Jordan-Peugeot   | 28   |